# Orxan Səfərov
Orxan Səfərov (Lankaran, 10 de agosto de 1991) es un deportista azerbaiyano que compite en judo.
Ganó dos medallas en el Campeonato Mundial de Judo, plata en 2017 y bronce en 2013, y cuatro medallas en el Campeonato Europeo de Judo, entre los años 2015 y 2020. En los Juegos Europeos de Bakú 2015 consiguió una medalla de plata en la categoría de –60 kg.
Participó en los Juegos Olímpicos de Río de Janeiro 2016, ocupando el 5º lugar en la categoría de –60 kg.

## Palmarés internacional
| Campeonato Mundial | Campeonato Mundial      | Campeonato Mundial | Campeonato Mundial |
| Año                | Lugar                   | Medalla            | Categoría          |
| ------------------ | ----------------------- | ------------------ | ------------------ |
| 2013               | Río de Janeiro (Brasil) | Medalla de bronce  | –60 kg             |
| 2017               | Budapest (Hungría)      | Medalla de plata   | –60 kg             |
| Juegos Europeos    |                         |                    |                    |
| Año                | Lugar                   | Medalla            | Categoría          |
| 2015               | Bakú (Azerbaiyán)       | Medalla de plata   | –60 kg             |
| Campeonato Europeo |                         |                    |                    |
| Año                | Lugar                   | Medalla            | Categoría          |
| 2015               | Bakú (Azerbaiyán)       | Medalla de plata   | –60 kg             |
| 2016               | Kazán (Rusia)           | Medalla de plata   | –60 kg             |
| 2017               | Varsovia (Polonia)      | Medalla de bronce  | –60 kg             |
| 2020               | Praga (República Checa) | Medalla de oro     | –66 kg             |